# 10 000 metros
Los 10 000 metros lisos o 10 000 metros planos, son una carrera de larga distancia en la pista que forma parte del programa de atletismo en los Juegos Olímpicos. Debutaron en su modalidad masculina en los Juegos Olímpicos celebrados en Estocolmo 1912, mientras que en su modalidad femenina se añadieron al programa olímpico en los Juegos de Los Ángeles 1984.
En los Campeonatos mundiales de atletismo han formado parte del programa de eventos en todas las ocasiones salvo en la modalidad femenina de la primera edición celebrada en Helsinki en 1983.

## Récords
Actualizado a agosto de 2024
| Récord               | Categoría | Marca     | Atleta                | País           | Lugar           | Fecha      |
| -------------------- | --------- | --------- | --------------------- | -------------- | --------------- | ---------- |
| Récord del Mundo     | Hombres   | 26,11’’00 | Joshua Cheptegei      | Uganda         | Valencia        | 07-10-2020 |
| Récord del Mundo     | Mujeres   | 28,54’’14 | Beatrice Chebet       | Kenia          | Eugene (Oregón) | 25-05-2024 |
| Récord olímpico      | Hombres   | 26,43’’14 | Joshua Cheptegei      | Uganda         | París           | 02-08-2024 |
| Récord olímpico      | Mujeres   | 29,17’’45 | Almaz Ayana           | Etiopía        | Río de Janeiro  | 12-08-2016 |
| Récord de Europa     | Hombres   | 26,46’’57 | Mohamed Farah         | Reino Unido    | Eugene          | 03-06-2011 |
| Récord de Europa     | Mujeres   | 29,06’’82 | Sifan Hassan          | Países Bajos   | Hengelo         | 06-06-2021 |
| Récord de América    | Hombres   | 26,44’’36 | Galen Rupp            | Estados Unidos | Eugene          | 30-05-2014 |
| Récord de América    | Mujeres   | 30,13’’17 | Molly Huddle          | Estados Unidos | Río de Janeiro  | 12-08-2016 |
| Récord de África     | Hombres   | 26,11’’00 | Joshua Cheptegei      | Uganda         | Valencia        | 07-10-2020 |
| Récord de África     | Mujeres   | 28,54’’14 | Beatrice Chebet       | Kenia          | Eugene (Oregón) | 25-05-2024 |
| Récord de Asia       | Hombres   | 26,38’’76 | Ahmad Hassan Abdullah | Catar          | Bruselas        | 05-09-2003 |
| Récord de Asia       | Mujeres   | 29,31’’78 | Junxia Wang           | China          | Pekín           | 08-09-1993 |
| Récord de Oceanía    | Hombres   | 27,24’’95 | Ben St.Lawrence       | Australia      | Palo Alto       | 01-05-2011 |
| Récord de Oceanía    | Mujeres   | 30,35’’54 | Kimberley Smith       | Nueva Zelanda  | Palo Alto       | 04-05-2008 |
| Récord de Sudamérica | Hombres   | 27,28’’12 | Marílson dos Santos   | Brasil         | Neerpelt        | 02-06-2007 |
| Récord de Sudamérica | Mujeres   | 31,47’’73 | Carmen Oliveira       | Brasil         | Stuttgart       | 21-08-1993 |

## Evolución récord mundial (World Athletics)

### Masculino

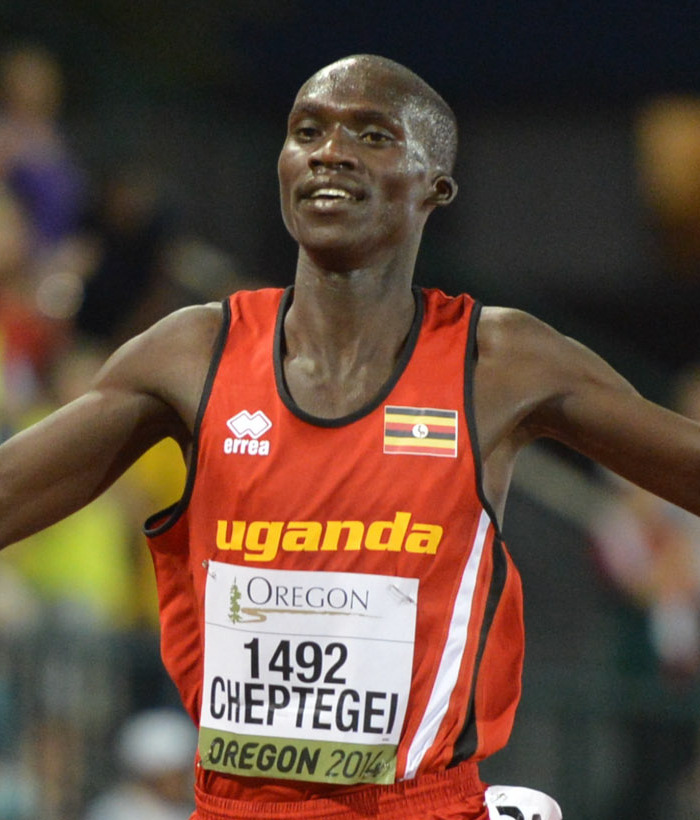
Joshua Cheptegei plusmarquista mundial desde octubre de 2020.

| Atleta             | Fecha                    | Lugar                           | Tiempo   |
| ------------------ | ------------------------ | ------------------------------- | -------- |
| Jean Bouin         | 16 de noviembre de 1911  | París, Francia                  | 30:58.8  |
| Paavo Nurmi        | 22 de junio de 1921      | Estocolmo, Suecia               | 30:40.2  |
| Ville Ritola       | 25 de mayo de 1924       | Helsinki, Finlandia             | 30:35.4  |
| Ville Ritola       | 6 de julio de 1924       | París, Francia                  | 30:23.2  |
| Paavo Nurmi        | 31 de agosto de 1924     | Kuopio, Finlandia               | 30:06.2  |
| Ilmari Salminen    | 18 de julio de 1937      | Kouvola, Finlandia              | 30:05.6  |
| Taisto Mäki        | 29 de septiembre de 1938 | Tampere, Finlandia              | 30:02.0  |
| Taisto Mäki        | 17 de septiembre de 1939 | Helsinki, Finlandia             | 29:52.6  |
| Viljo Heino        | 25 de agosto de 1944     | Helsinki, Finlandia             | 29:35.4  |
| Emil Zátopek       | 11 de junio de 1949      | Ostrava, República Checa        | 29:28.2  |
| Viljo Heino        | 1 de septiembre de 1949  | Kouvola, Finlandia              | 29:27.2  |
| Emil Zátopek       | 22 de octubre de 1949    | Ostrava, República Checa        | 29:21.2  |
| Emil Zátopek       | 4 de agosto de 1950      | Turku, Finlandia                | 29:02.6  |
| Emil Zátopek       | 1 de noviembre de 1953   | Stará Boleslav, República Checa | 29:01.6  |
| Emil Zátopek       | 1 de junio de 1954       | Bruselas, Bélgica               | 28:54.2  |
| Sandor Iharos      | 15 de julio de 1956      | Budapest, Hungría               | 28:42.8  |
| Vladimir Kuts      | 11 de septiembre de 1956 | Moscú, Rusia                    | 28:30.4  |
| Pyotr Bolotnikov   | 15 de octubre de 1960    | Kiev, Ucrania                   | 28:18.8  |
| Pyotr Bolotnikov   | 11 de agosto de 1962     | Moscú, Rusia                    | 28:18.2  |
| Ron Clarke         | 18 de diciembre de 1963  | Melbourne, Australia            | 28:15.6  |
| Ron Clarke         | 14 de julio de 1965      | Oslo, Noruega                   | 27:39.4  |
| Lasse Virén        | 3 de septiembre de 1972  | Múnich, Alemania                | 27:38.4  |
| David Bedford      | 13 de julio de 1973      | Londres, Gran Bretaña           | 27:30.8  |
| Samson Kimobwa     | 30 de junio de 1977      | Helsinki, Finlandia             | 27:30.5  |
| Henry Rono         | 11 de junio de 1978      | Viena, Austria                  | 27:22.4  |
| Fernando Mamede    | 2 de julio de 1984       | Estocolmo, Suecia               | 27:13.81 |
| Arturo Barrios     | 18 de agosto de 1989     | Berlín, Alemania                | 27:08.23 |
| Richard Chelimo    | 5 de julio de 1993       | Estocolmo, Suecia               | 27:07.91 |
| Yobes Ondieki      | 10 de julio de 1993      | Oslo, Noruega                   | 26:58.38 |
| William Sigei      | 22 de julio de 1994      | Oslo, Noruega                   | 26:52.23 |
| Haile Gebrselassie | 5 de junio de 1995       | Hengelo, Holanda                | 26:43.53 |
| Salah Hissou       | 23 de agosto de 1996     | Bruselas, Bélgica               | 26:38.08 |
| Haile Gebrselassie | 4 de julio de 1997       | Oslo, Noruega                   | 26:31.32 |
| Paul Tergat        | 22 de agosto de 1997     | Bruselas, Bélgica               | 26:27.85 |
| Haile Gebrselassie | 1 de junio de 1998       | Hengelo, Holanda                | 26:22.75 |
| Kenenisa Bekele    | 8 de junio de 2004       | Ostrava, República Checa        | 26:20.31 |
| Kenenisa Bekele    | 26 de agosto de 2005     | Bruselas, Bélgica               | 26:17.53 |
| Joshua Cheptegei   | 7 de octubre de 2020     | Valencia, España                | 26:11.00 |

### Femenino

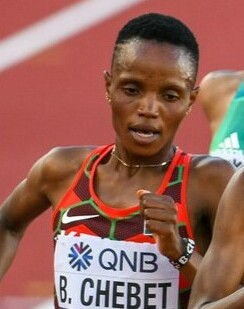
Beatrice Chebet actual poseedora del récord mundial.

| Atleta             | Fecha                   | Lugar                  | Tiempo   |
| ------------------ | ----------------------- | ---------------------- | -------- |
| Yelena Sipatova    | 19 de octubre de 1981   | Moscú, Rusia           | 32:17.20 |
| Mary Decker-Slaney | 16 de julio de 1982     | Eugene, EUA            | 31:35.30 |
| Lyudmila Bragina   | 29 de mayo de 1983      | Krasnodar, Rusia       | 31:35.01 |
| Raisa Sadreydinova | 7 de septiembre de 1983 | Odesa, Ucrania         | 31:27.58 |
| Olga Bondarenko    | 24 de junio de 1984     | Kiev, Ucrania          | 31:13.78 |
| Ingrid Kristiansen | 27 de julio de 1985     | Oslo, Noruega          | 30:59.42 |
| Ingrid Kristiansen | 5 de julio de 1986      | Oslo, Noruega          | 30:13.74 |
| Wang Junxia        | 8 de septiembre de 1993 | Pekín, China           | 29:31.78 |
| Almaz Ayana        | 12 de agosto de 2016    | Río de Janeiro, Brasil | 29:17.45 |
| Sifan Hassan       | 6 de junio de 2021      | Hengelo, Países Bajos  | 29:06.82 |
| Letesenbet Gidey   | 8 de junio de 2021      | Hengelo, Países Bajos  | 29:01.04 |
| Beatrice Chebet    | 25 de mayo de 2024      | Eugene, EUA            | 28:54.14 |

## Atletas con mejores marcas mundiales

### Hombres
Actualizado a agosto de 2024
| Ranquin | Marca    | Atleta                    | País           | Fecha                   | Lugar               |
| ------- | -------- | ------------------------- | -------------- | ----------------------- | ------------------- |
| 1       | 26:11.00 | Joshua Cheptegei          | Uganda         | 7 de octubre de 2020    | Valencia            |
| 2       | 26:17.53 | Kenenisa Bekele           | Etiopía        | 26 de agosto de 2005    | Bruselas            |
| 3       | 26:22.75 | Haile Gebrselassie        | Etiopía        | 1 de junio de 1998      | Hengelo             |
| 4       | 26:27.85 | Paul Tergat               | Kenia          | 22 de agosto de 1997    | Bruselas            |
| 5       | 26:30.03 | Nicholas Kemboi           | Kenia          | 5 de septiembre de 2003 | Bruselas            |
| 6       | 26:30.74 | Abebe Dinkesa             | Etiopía        | 29 de mayo de 2005      | Hengelo             |
| 7       | 26:31.01 | Yomif Kejelcha            | Etiopía        | 14 de junio de 2024     | Nerja               |
| 8       | 26:31.13 | Berihu Aregawi            | Etiopía        | 14 de junio de 2024     | Nerja               |
| 9       | 26:33.84 | Grant Fisher              | Estados Unidos | 6 de marzo de 2022      | San Juan Capistrano |
| 10      | 26:33.93 | Jacob Kiplimo             | Uganda         | 19 de mayo de 2021      | Ostrava             |
| 11      | 26:34.14 | Mohammed Ahmed            | Canadá         | 6 de marzo de 2022      | San Juan Capistrano |
| 12      | 26:34.93 | Selemon Barega            | Etiopía        | 14 de junio de 2024     | Nerja               |
| 13      | 26:35.63 | Micah Kogo                | Kenia          | 25 de agosto de 2006    | Bruselas            |
| 14      | 26:36.26 | Paul Koech                | Kenia          | 22 de agosto de 1997    | Bruselas            |
| 15      | 26:37.25 | Zersenay Tadese           | Eritrea        | 25 de agosto de 2006    | Bruselas            |
| 16      | 26:37.93 | Biniam Mehary             | Etiopía        | 14 de junio de 2024     | Nerja               |
| 17      | 26:38.08 | Salah Hissou              | Marruecos      | 23 de agosto de 1996    | Bruselas            |
| 18      | 26:38.76 | Abdullah Ahmad Hassan     | Catar          | 5 de septiembre de 2003 | Bruselas            |
| 19      | 26:39.69 | Sileshi Sihine            | Etiopía        | 31 de mayo de 2004      | Hengelo             |
| 20      | 26:39.77 | Boniface Kiprop Toroitich | Uganda         | 26 de agosto de 2005    | Bruselas            |
| 21      | 26:41.75 | Samuel Wanjiru            | Kenia          | 26 de agosto de 2005    | Bruselas            |
| 22      | 26:42.65 | Gemechu Dida              | Etiopía        | 14 de junio de 2024     | Nerja               |
| 23      | 26:43.98 | Lucas Kimeli Rotich       | Kenia          | 7 de septiembre de 2011 | Bruselas            |
| 24      | 26:44.36 | Galen Rupp                | Estados Unidos | 30 de mayo de 2014      | Eugene              |
| 25      | 26:45.91 | Tadese Worku              | Etiopía        | 5 de mayo de 2022       | Hengelo             |

### Mujeres
Actualizado a agosto de 2024
| Ranquin | Marca    | Atleta                 | País           | Fecha                   | Lugar               |
| ------- | -------- | ---------------------- | -------------- | ----------------------- | ------------------- |
| 1       | 28:54.14 | Beatrice Chebet        | Kenia          | 25 de mayo de 2024      | Eugene              |
| 2       | 29:01.03 | Letesenbet Gidey       | Etiopía        | 8 de junio de 2021      | Hengelo             |
| 3       | 29:39.42 | Gudaf Tsegay           | Etiopía        | 25 de mayo de 2024      | Eugene              |
| 4       | 29:06.82 | Sifan Hassan           | Países Bajos   | 6 de junio de 2021      | Hengelo             |
| 5       | 29:17.45 | Almaz Ayana            | Etiopía        | 12 de agosto de 2016    | Río de Janeiro      |
| 6       | 29:26.89 | Lilian Rengeruk        | Kenia          | 25 de mayo de 2024      | Eugene              |
| 7       | 29:27.59 | Margaret Kipkemboi     | Kenia          | 25 de mayo de 2024      | Eugene              |
| 8       | 29:31.78 | Wang Junxia            | China          | 8 de septiembre de 1993 | Pekín               |
| 9       | 29:32.53 | Vivian Cheruiyot       | Kenia          | 12 de agosto de 2016    | Río de Janeiro      |
| 10      | 29:42.56 | Tirunesh Dibaba        | Etiopía        | 12 de agosto de 2016    | Río de Janeiro      |
| 11      | 29:47.42 | Grace Loibach Nawowuna | Kenia          | 3 de junio de 2023      | Hengelo             |
| 12      | 29:47.71 | Fotyen Tesfay          | Etiopía        | 14 de junio de 2024     | Nerja               |
| 13      | 29:48.34 | Tsigie Gebreselama     | Etiopía        | 16 de marzo de 2024     | San Juan Capistrano |
| 14      | 29:50.52 | Ejgayehu Taye          | Etiopía        | 14 de junio de 2024     | Nerja               |
| 15      | 29:50.77 | Kalkidan Gezahegne     | Baréin         | 8 de mayo de 2021       | Maia                |
| 16      | 29:53.51 | Alice Aprot Nawowuna   | Kenia          | 12 de agosto de 2016    | Río de Janeiro      |
| 17      | 29:53.80 | Meselech Melkamu       | Etiopía        | 14 de junio de 2009     | Utrecht             |
| 18      | 29:59.03 | Mizan Alem             | Etiopía        | 20 de mayo de 2023      | Londres             |
| 19      | 29:59.15 | Lemlem Hailu           | Etiopía        | 23 de junio de 2023     | Nerja               |
| 20      | 29.59.20 | Meseret Defar          | Etiopía        | 11 de julio de 2009     | Birmingham          |
| 21      | 30:00.86 | Eilish McColgan        | Reino Unido    | 4 de marzo de 2023      | San Juan Capistrano |
| 22      | 30:01.09 | Paula Radcliffe        | Reino Unido    | 6 de agosto de 2002     | Múnich              |
| 23      | 30:03.82 | Alicia Monson          | Estados Unidos | 4 de marzo de 2023      | San Juan Capistrano |
| 24      | 30:04.18 | Berhane Adere          | Etiopía        | 23 de agosto de 2003    | Saint-Denis         |
| 25      | 30:04.97 | Janeth Chepngetich     | Kenia          | 25 de mayo de 2024      | Eugene              |

## Campeones olímpicos

### Masculino
Detalles ver Anexo:Medallistas olímpicos en atletismo (10000 metros lisos masculinos).
| Edición             | Oro                                          | Plata                                    | Bronce                                |
| ------------------- | -------------------------------------------- | ---------------------------------------- | ------------------------------------- |
| Estocolmo 1912      | Hannes Kolehmainen (31:20,8) · Rusia         | Lewis Tewanima · Estados Unidos          | Albin Stenroos · Rusia                |
| Amberes 1920        | Paavo Nurmi (31:45,8) · Finlandia            | Joseph Guillemot · Francia               | James Wilson · Reino Unido            |
| París 1924          | Ville Ritola (30:23,2) · Finlandia           | Edvin Wide · Suecia                      | Eero Berg · Finlandia                 |
| Ámsterdam 1928      | Paavo Nurmi (30:18,8) · Finlandia            | Ville Ritola · Finlandia                 | Edvin Wide · Suecia                   |
| Los Ángeles 1932    | Janusz Kusociński (30:11,4) · Polonia        | Volmari Iso-Hollo · Finlandia            | Lauri Virtanen · Finlandia            |
| Berlín 1936         | Ilmari Salminen (30:15,4) · Finlandia        | Arvo Askola · Finlandia                  | Volmari Iso-Hollo · Finlandia         |
| Londres 1948        | Emil Zátopek (29:59,6) · Checoslovaquia      | Alain Mimoun · Francia                   | Bertil Albertsson · Suecia            |
| Helsinki 1952       | Emil Zátopek (29:17,0) · Checoslovaquia      | Alain Mimoun · Francia                   | Aleksandr Anufriyev · Unión Soviética |
| Melbourne 1956      | Vladímir Kuts (28:45,6) · Unión Soviética    | József Kovács · Hungría                  | Allan Lawrence · Australia            |
| Roma 1960           | Pyotr Bolotnikov (28:32,2) · Unión Soviética | Hans Grodotzki · Equipo Alemán Unificado | David Power · Australia               |
| Tokio 1964          | Billy Mills (28:24,4) · Estados Unidos       | Mohammed Gammoudi · Túnez                | Ron Clarke · Australia                |
| México 1968         | Naftali Temu (29:27,40) · Kenia              | Mamo Wolde · Etiopía                     | Mohammed Gammoudi · Túnez             |
| Múnich 1972         | Lasse Virén (27:38,35) · Finlandia           | Emiel Puttemans · Bélgica                | Miruts Yifter · Etiopía               |
| Montreal 1976       | Lasse Virén (27:40,38) · Finlandia           | Carlos Lopes · Portugal                  | Brendan Foster · Reino Unido          |
| Moscú 1980          | Miruts Yifter (27:42,69) · Etiopía           | Kaarlo Maaninka · Finlandia              | Mohamed Kedir · Etiopía               |
| Los Ángeles 1984    | Alberto Cova (27:47,54) · Italia             | Mike McLeod · Reino Unido                | Michael Musyoki · Kenia               |
| Seúl 1988           | Brahim Boutayeb (27:21,44) · Marruecos       | Salvatore Antibo · Italia                | Kipkemboi Kimeli · Kenia              |
| Barcelona 1992      | Khalid Skah (27:46,70) · Marruecos           | Richard Chelimo · Kenia                  | Addis Abebe · Etiopía                 |
| Atlanta 1996        | Haile Gebrselassie (27:07,34) · Etiopía      | Paul Tergat · Kenia                      | Salah Hissou · Marruecos              |
| Sídney 2000         | Haile Gebrselassie (27:18,20) · Etiopía      | Paul Tergat · Kenia                      | Assefa Mezgebu · Etiopía              |
| Atenas 2004         | Kenenisa Bekele (27:05,10) · Etiopía         | Sileshi Sihine · Etiopía                 | Zersenay Tadese · Eritrea             |
| Pekín 2008          | Kenenisa Bekele (27:01,17) · Etiopía         | Sileshi Sihine · Etiopía                 | Micah Kogo · Kenia                    |
| Londres 2012        | Mohamed Farah (27:30,42) · Reino Unido       | Galen Rupp · Estados Unidos              | Tariku Bekele · Etiopía               |
| Río de Janeiro 2016 | Mohamed Farah (27:05,17) · Reino Unido       | Paul Tanui · Kenia                       | Tamirat Tola · Etiopía                |
| Tokio 2020          | Selemon Barega (27:43,22) · Etiopía          | Joshua Cheptegei · Uganda                | Jacob Kiplimo · Uganda                |
| París 2024          | Joshua Cheptegei (26:43,14 ) · Uganda        | Berihu Aregawi · Etiopía                 | Grant Fisher · Estados Unidos         |

### Femenino
| Edición             | Oro                                             | Plata                                 | Bronce                             |
| ------------------- | ----------------------------------------------- | ------------------------------------- | ---------------------------------- |
| Seúl 1988           | Olga Bondarenko (31:05,21) · Unión Soviética    | Liz McColgan · Reino Unido            | Yelena Zhupiyeva · Unión Soviética |
| Barcelona 1992      | Derartu Tulu (31:06,02) · Etiopía               | Elana Meyer · Sudáfrica               | Lynn Jennings · Estados Unidos     |
| Atlanta 1996        | Fernanda Ribeiro (31:01,63) · Portugal          | Wang Junxia · República Popular China | Gete Wami · Etiopía                |
| Sídney 2000         | Derartu Tulu (30:17,49) · Etiopía               | Gete Wami · Etiopía                   | Fernanda Ribeiro · Portugal        |
| Atenas 2004         | Xing Huina (30:24,36) · República Popular China | Ejegayehu Dibaba · Etiopía            | Derartu Tulu · Etiopía             |
| Pekín 2008          | Tirunesh Dibaba (29:54,68) · Etiopía            | Shalane Flanagan · Estados Unidos     | Linet Masai · Kenia                |
| Londres 2012        | Tirunesh Dibaba (30:20,75) · Etiopía            | Sally Kipyego · Kenia                 | Vivian Cheruiyot · Kenia           |
| Río de Janeiro 2016 | Almaz Ayana (29:17,45 ) · Etiopía               | Vivian Cheruiyot · Kenia              | Tirunesh Dibaba · Etiopía          |
| Tokio 2020          | Sifan Hassan (29:55,32) · Países Bajos          | Kalkidan Gezahegne · Baréin           | Letesenbet Gidey · Etiopía         |
| París 2024          | Beatrice Chebet (30:43,25) · Kenia              | Nadia Battocletti · Italia            | Sifan Hassan · Países Bajos        |

## Campeones mundiales
- Ganadores en el Campeonato Mundial de Atletismo.

### Masculino
| Edición         | Oro                | Plata                     | Bronce                |
| --------------- | ------------------ | ------------------------- | --------------------- |
| Helsinki 1983   | Alberto Cova       | Werner Schildhauer        | Hansjörg Kunze        |
| Roma 1987       | Paul Kipkoech      | Francesco Panetta         | Hansjörg Kunze        |
| Tokio 1991      | Moses Tanui        | Richard Chelimo           | Khalid Skah           |
| Stuttgart 1993  | Haile Gebrselassie | Moses Tanui               | Richard Chelimo       |
| Gotemburgo 1995 | Haile Gebrselassie | Khalid Skah               | Paul Tergat           |
| Atenas 1997     | Haile Gebrselassie | Paul Tergat               | Salah Hissou          |
| Sevilla 1999    | Haile Gebrselassie | Paul Tergat               | Assefa Mezgebu        |
| Edmonton 2001   | Charles Kamathi    | Assefa Mezgebu            | Haile Gebrselassie    |
| París 2003      | Kenenisa Bekele    | Haile Gebrselassie        | Sileshi Sihine        |
| Helsinki 2005   | Kenenisa Bekele    | Sileshi Sihine            | Moses Mosop           |
| Osaka 2007      | Kenenisa Bekele    | Sileshi Sihine            | Martin Mathathi       |
| Berlín 2009     | Kenenisa Bekele    | Zersenay Tadese           | Moses Ndiema Masai    |
| Daegu 2011      | Ibrahim Jeilan     | Mohamed Farah             | Imane Merga           |
| Moscú 2013      | Mohamed Farah      | Ibrahim Jeilan            | Paul Kipngetich Tanui |
| Pekín 2015      | Mohamed Farah      | Geoffrey Kipsang Kamworor | Paul Kipngetich Tanui |
| Londres 2017    | Mohamed Farah      | Joshua Cheptegei          | Paul Kipngetich Tanui |
| Doha 2019       | Joshua Cheptegei   | Yomif Kejelcha            | Rhonex Kipruto        |
| Oregón 2022     | Joshua Cheptegei   | Stanley Mburu             | Jacob Kiplimo         |
| Budapest 2023   | Joshua Cheptegei   | Daniel Ebenyo             | Selemon Barega        |

### Femenino
| Edición         | Oro                | Plata             | Bronce             |
| --------------- | ------------------ | ----------------- | ------------------ |
| Roma 1987       | Ingrid Kristiansen | Yelena Zhupiyeva  | Kathrin Ullrich    |
| Tokio 1991      | Liz McColgan       | Zhong Huandi      | Wang Xiuting       |
| Stuttgart 1993  | Wang Junxia        | Zhong Huandi      | Sally Barsosio     |
| Gotemburgo 1995 | Fernanda Ribeiro   | Derartu Tulu      | Tegla Loroupe      |
| Atenas 1997     | Sally Barsosio     | Fernanda Ribeiro  | Masako Chiba       |
| Sevilla 1999    | Gete Wami          | Paula Radcliffe   | Tegla Loroupe      |
| Edmonton 2001   | Derartu Tulu       | Berhane Adere     | Gete Wami          |
| París 2003      | Berhane Adere      | Werknesh Kidane   | Sun Yingjie        |
| Helsinki 2005   | Tirunesh Dibaba    | Berhane Adere     | Ejegayehu Dibaba   |
| Osaka 2007      | Tirunesh Dibaba    | Elvan Abeylegesse | Kara Goucher       |
| Berlín 2009     | Linet Masái        | Meselech Melkamu  | Wude Ayalew        |
| Daegu 2011      | Vivian Cheruiyot   | Sally Kipyego     | Linet Masái        |
| Moscú 2013      | Tirunesh Dibaba    | Gladys Cherono    | Belaynesh Oljira   |
| Pekín 2015      | Vivian Cheruiyot   | Gelete Burka      | Emily Infeld       |
| Londres 2017    | Almaz Ayana        | Tirunesh Dibaba   | Agnes Jebet Tirop  |
| Doha 2019       | Sifan Hassan       | Letesenbet Gidey  | Agnes Jebet Tirop  |
| Oregón 2022     | Letesenbet Gidey   | Hellen Obiri      | Margaret Kipkemboi |
| Budapest 2023   | Gudaf Tsegay       | Letesenbet Gidey  | Ejgayehu Taye      |

## Mejores tiempos por temporada
| Año  | Tiempo   | Atleta                 | Lugar               |
| ---- | -------- | ---------------------- | ------------------- |
| 1970 | 28:06.2  | Dave Bedford           | Varsovia            |
| 1971 | 27:47.0  | Dave Bedford           | Portsmouth          |
| 1972 | 27:38.4  | Lasse Viren            | Múnich              |
| 1973 | 27:30.80 | Dave Bedford           | Londres             |
| 1974 | 27:43.6  | Steve Prefontaine      | Eugene              |
| 1975 | 27:45.43 | Brendan Foster         | Londres             |
| 1976 | 27:40.38 | Lasse Viren            | Montreal            |
| 1977 | 27:30.47 | Samson Kimobwa         | Helsinki            |
| 1978 | 27:22.47 | Henry Rono             | Viena               |
| 1979 | 27:36.8  | Karl Fleschen          | Troisdorf           |
| 1980 | 27:29.16 | Craig Virgin           | París               |
| 1981 | 27:27.1  | Fernando Mamede        | Lisboa              |
| 1982 | 27:22.95 | Fernando Mamede        | París               |
| 1983 | 27:23.44 | Carlos Lopes           | Oslo                |
| 1984 | 27:13.81 | Fernando Mamede        | Estocolmo           |
| 1985 | 27:37.17 | Bruce Bickford         | Estocolmo           |
| 1986 | 27:20.56 | Mark Nenow             | Bruselas            |
| 1987 | 27:26.95 | Francesco Panetta      | Estocolmo           |
| 1988 | 27:21.46 | Brahim Boutayeb        | Seúl                |
| 1989 | 27:08.23 | Arturo Barrios         | Berlín              |
| 1990 | 27:18.22 | Arturo Barrios         | Berlín              |
| 1991 | 27:11.18 | Richard Chelimo        | Hengelo             |
| 1992 | 27:14.26 | Fita Bayisa            | Oslo                |
| 1993 | 26:58.38 | Yobes Ondieki          | Oslo                |
| 1994 | 26:52.23 | William Sigei          | Oslo                |
| 1995 | 26:43.53 | Haile Gebrselassie     | Hengelo             |
| 1996 | 26:38.08 | Salah Hissou           | Bruselas            |
| 1997 | 26:27.85 | Paul Tergat            | Bruselas            |
| 1998 | 26:22.75 | Haile Gebrselassie     | Hengelo             |
| 1999 | 26:51.49 | Charles Kamathi        | Bruselas            |
| 2000 | 27:03.87 | Paul Tergat            | Bruselas            |
| 2001 | 27:04.20 | Abraham Chebii         | Palo Alto           |
| 2002 | 26:49.38 | Sammy Kipketer         | Bruselas            |
| 2003 | 26:29.22 | Haile Gebrselassie     | Bruselas            |
| 2004 | 26:20.31 | Kenenisa Bekele        | Ostrava             |
| 2005 | 26:17.53 | Kenenisa Bekele        | Bruselas            |
| 2006 | 26:35.63 | Micah Kogo             | Bruselas            |
| 2007 | 26:46.19 | Kenenisa Bekele        | Bruselas            |
| 2008 | 26:25.97 | Kenenisa Bekele        | Eugene              |
| 2009 | 26:46.31 | Kenenisa Bekele        | Berlín              |
| 2010 | 26:56.74 | Josphat Kiprono Menjo  | Turku               |
| 2011 | 26:43.16 | Kenenisa Bekele        | Bruselas            |
| 2012 | 26:51.16 | Emmanuel Kipkemei Bett | Bruselas            |
| 2013 | 26:51.02 | Dejen Gebremeskel      | Sollentuna          |
| 2014 | 26:44.36 | Galen Rupp             | Eugene              |
| 2015 | 26:50.97 | Mo Farah               | Eugene              |
| 2016 | 26:51.11 | Yigrem Demelash        | Hengelo             |
| 2017 | 26:49.51 | Mo Farah               | Hengelo             |
| 2018 | 27:13.01 | Stanley Waithaka Mburu | Yokohama            |
| 2019 | 26:48.36 | Joshua Cheptegei       | Doha                |
| 2020 | 26:11.00 | Joshua Cheptegei       | Valencia            |
| 2021 | 26.33.90 | Jacob Kiplimo          | Ostrava             |
| 2022 | 26:33.84 | Grant Fisher           | San Juan Capistrano |
| 2023 | 26:50.66 | Berihu Aregawi         | Nerja               |
| 2024 | 26:31.01 | Yomif Kejelcha         | Nerja               |

| Año  | Tiempo   | Atleta              | Lugar          |
| ---- | -------- | ------------------- | -------------- |
| 1970 | 35:30.5  | Paola Pigni         | Milán          |
| 1971 | 34:51.0  | Kathy Gibbons       | Phoenix        |
| 1972 | —        | —                   | —              |
| 1973 | —        | —                   | —              |
| 1974 | —        | —                   | —              |
| 1975 | 34:01.4  | Christa Vahlensieck | Wolfsburg      |
| 1976 | 34:19.0  | Peg Neppel          | Eugene         |
| 1977 | 33:15.1  | Peg Neppel          | Westwood       |
| 1978 | 32:43.2  | Natalia Mărăşescu   | Băile Felix    |
| 1979 | 32:52.5  | Mary Shea           | Walnut         |
| 1980 | 32:57.17 | Kathryn Binns       | Sittard        |
| 1981 | 32:17.19 | Yelena Sipatova     | Moscú          |
| 1982 | 31:35.3  | Mary Decker-Slaney  | Eugene         |
| 1983 | 31:27.58 | Raisa Sadreydinova  | Odesa          |
| 1984 | 31:13.78 | Olga Bondarenko     | Kiev           |
| 1985 | 30:59.42 | Ingrid Kristiansen  | Oslo           |
| 1986 | 30:13.74 | Ingrid Kristiansen  | Oslo           |
| 1987 | 31:05.85 | Ingrid Kristiansen  | Roma           |
| 1988 | 31:05.21 | Olga Bondarenko     | Seúl           |
| 1989 | 30:48.51 | Ingrid Kristiansen  | Oslo           |
| 1990 | 31:18.18 | Viorica Ghican      | Helsinki       |
| 1991 | 30:57.07 | Liz McColgan        | Hengelo        |
| 1992 | 31:06.02 | Derartu Tulu        | Barcelona      |
| 1993 | 29:31.78 | Wang Junxia         | Pekín          |
| 1994 | 30:50.34 | Wang Junxia         | Hiroshima      |
| 1995 | 31:04.99 | Fernanda Ribeiro    | Gothenburg     |
| 1996 | 31:01.63 | Fernanda Ribeiro    | Atlanta        |
| 1997 | 30:38.09 | Dong Yanmei         | Shanghái       |
| 1998 | 30:48.06 | Fernanda Ribeiro    | Lisboa         |
| 1999 | 30:24.56 | Gete Wami           | Sevilla        |
| 2000 | 30:17.49 | Derartu Tulu        | Sídney         |
| 2001 | 30:55.80 | Paula Radcliffe     | Baracaldo      |
| 2002 | 30:01.09 | Paula Radcliffe     | Múnich         |
| 2003 | 30:04.18 | Berhane Adere       | París          |
| 2004 | 30:17.15 | Paula Radcliffe     | Gateshead      |
| 2005 | 30:15.67 | Tirunesh Dibaba     | Sollentuna     |
| 2006 | 30:21.67 | Elvan Abeylegesse   | Antalya        |
| 2007 | 31:00.27 | Mestawet Tufa       | Valkenswaard   |
| 2008 | 29:54.66 | Tirunesh Dibaba     | Pekín          |
| 2009 | 29:53.80 | Meselech Melkamu    | Utrecht        |
| 2010 | 31:04.52 | Meselech Melkamu    | Ostrava        |
| 2011 | 30:38.35 | Sally Kipyego       | Palo Alto      |
| 2012 | 30:20.75 | Tirunesh Dibaba     | Londres        |
| 2013 | 30:08.06 | Meseret Defar       | Sollentuna     |
| 2014 | 30:42.26 | Sally Kipyego       | Palo Alto      |
| 2015 | 30:49.68 | Gelete Burka        | Hengelo        |
| 2016 | 29:17.45 | Almaz Ayana         | Río de Janeiro |
| 2017 | 30:16.32 | Almaz Ayana         | Londres        |
| 2018 | 30:41.85 | Pauline Kamulu      | Fukagawa       |
| 2019 | 30:17.62 | Sifan Hassan        | Doha           |
| 2020 | 29:36.67 | Sifan Hassan        | Hengelo        |
| 2021 | 29:01.03 | Letesenbet Gidey    | Hengelo        |
| 2022 | 30:09.94 | Letesenbet Gidey    | Eugene         |
| 2023 | 29:29.73 | Gudaf Tsegay        | Nerja          |
| 2024 | 28:54.14 | Beatrice Chebet     | Eugene         |